# Pseudococcus megasetosus
Pseudococcus megasetosus är en insektsart som beskrevs av Mckenzie 1967. Pseudococcus megasetosus ingår i släktet Pseudococcus och familjen ullsköldlöss. Inga underarter finns listade i Catalogue of Life.